# Диснай
Дисна́й (лит. Dysnai; устар. Дисна) — озеро в Утенском уезде на востоке Литвы. Располагается в пределах территории Дукштского староства Игналинского района, по южному и западному берегу озера проходит граница Казитишкского староства. Второе по площади озеро в стране и первое по этому показателю среди озёр полностью располагающихся на территории Литвы. Относится к бассейну Даугавы.
Озеро имеет сложную форму, вытянутую в широтном направлении. Находится на высоте 144,5 м над уровнем моря. Площадь озера составляет 24,39 км², длина 10,6 км, ширина до 4,7 км. Наибольшая глубина — 6 м, средняя глубина — 3 м. Береговая линия извилистая, протяжённость — 36,7 км. Площадь водосборного бассейна — 231 км².